# Résolution 266 du Conseil de sécurité des Nations unies
Membres permanents
- Chine (Taïwan)
- États-Unis
- France
- Royaume-Uni
- URSS

Membres non permanents
- Algérie
- Colombie
- Espagne
- Finlande
- Hongrie
- Népal
- Pakistan
- Paraguay
- Sénégal
- Zambie

Résolution no 265 Résolution no 267
La résolution 266 du Conseil de sécurité des Nations unies fut adoptée à l'unanimité le 10 juin 1969. Après avoir réaffirmé les résolutions antérieures sur le sujet et pris note des récents développements encourageants, le Conseil a prolongé le stationnement de la Force des Nations Unies chargée du maintien de la paix à Chypre pour une nouvelle période prenant fin le 15 décembre 1969. Le Conseil a également demandé aux parties directement concernées de continuer à agir avec la plus grande retenue et à coopérer pleinement avec la force de maintien de la paix.